# Рыжиково (Вологодская область)
Рыжиково — деревня в Вашкинском районе Вологодской области.
Входит в состав Киснемского сельского поселения, с точки зрения административно-территориального деления — в Киснемский сельсовет.
Расстояние по автодороге до районного центра Липина Бора — 26 км, до центра муниципального образования села Троицкое — 2 км.
По переписи 2002 года население — 2 человека.